# Riàbini
Riàbini (en rus: Рябины) és un poble del krai de Perm, a Rússia, que en el cens del 2010 tenia 647 habitants.